# Symplocos deflexa
Symplocos deflexa är en tvåhjärtbladig växtart som beskrevs av Stapf. Symplocos deflexa ingår i släktet Symplocos och familjen Symplocaceae. Inga underarter finns listade i Catalogue of Life.